# Hapalotremus albipes
Hapalotremus albipes är en spindelart som beskrevs av Simon 1903. Hapalotremus albipes ingår i släktet Hapalotremus och familjen fågelspindlar.
Artens utbredningsområde är Bolivia. Inga underarter finns listade i Catalogue of Life.